# Waldenburg (Svizzera)
Waldenburg (toponimo tedesco) è un comune svizzero di 1 179 abitanti del Canton Basilea Campagna, nel distretto di Waldenburg del quale è il capoluogo; ha lo status di città.

## Monumenti e luoghi d'interesse

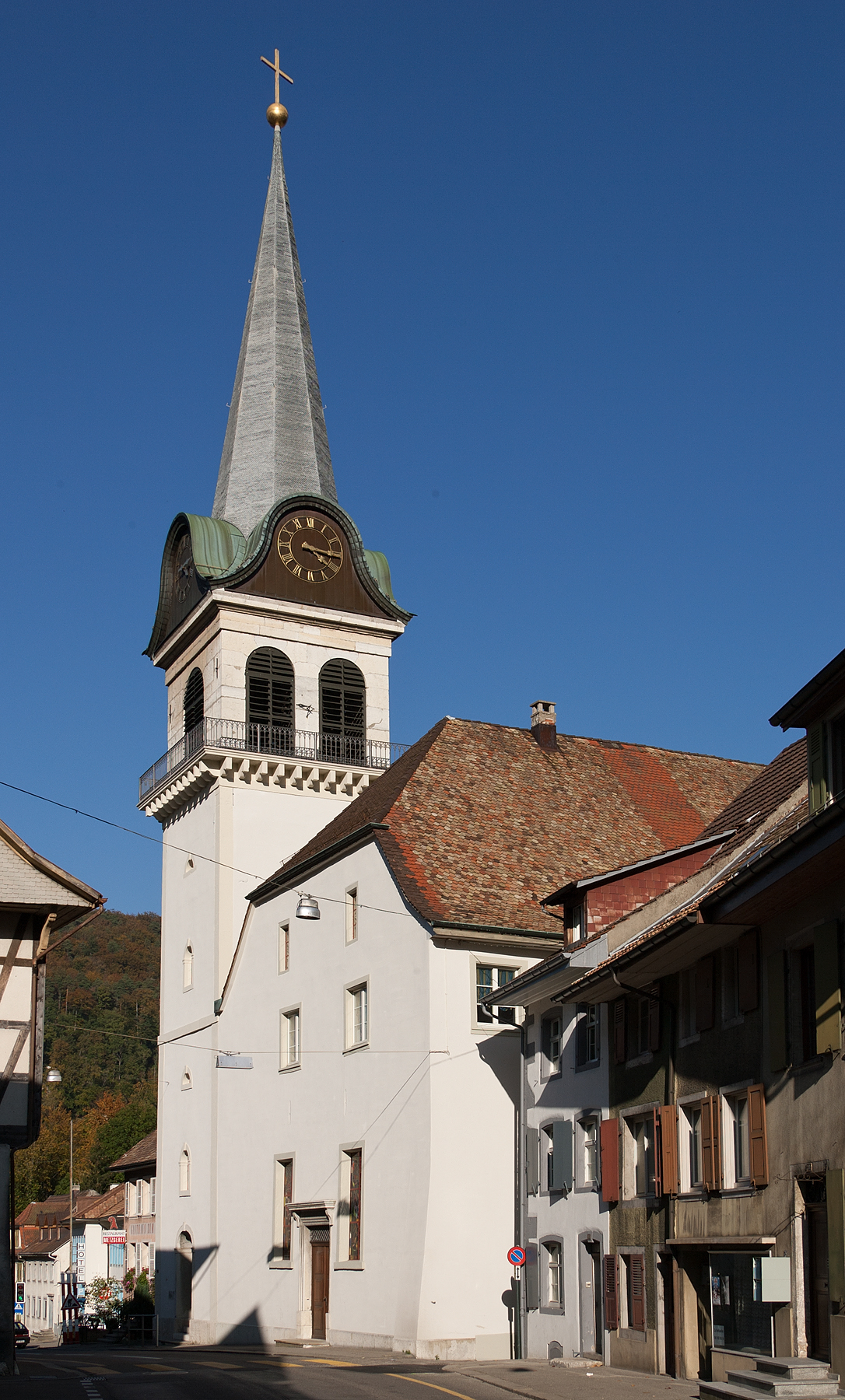
La chiesa riformata

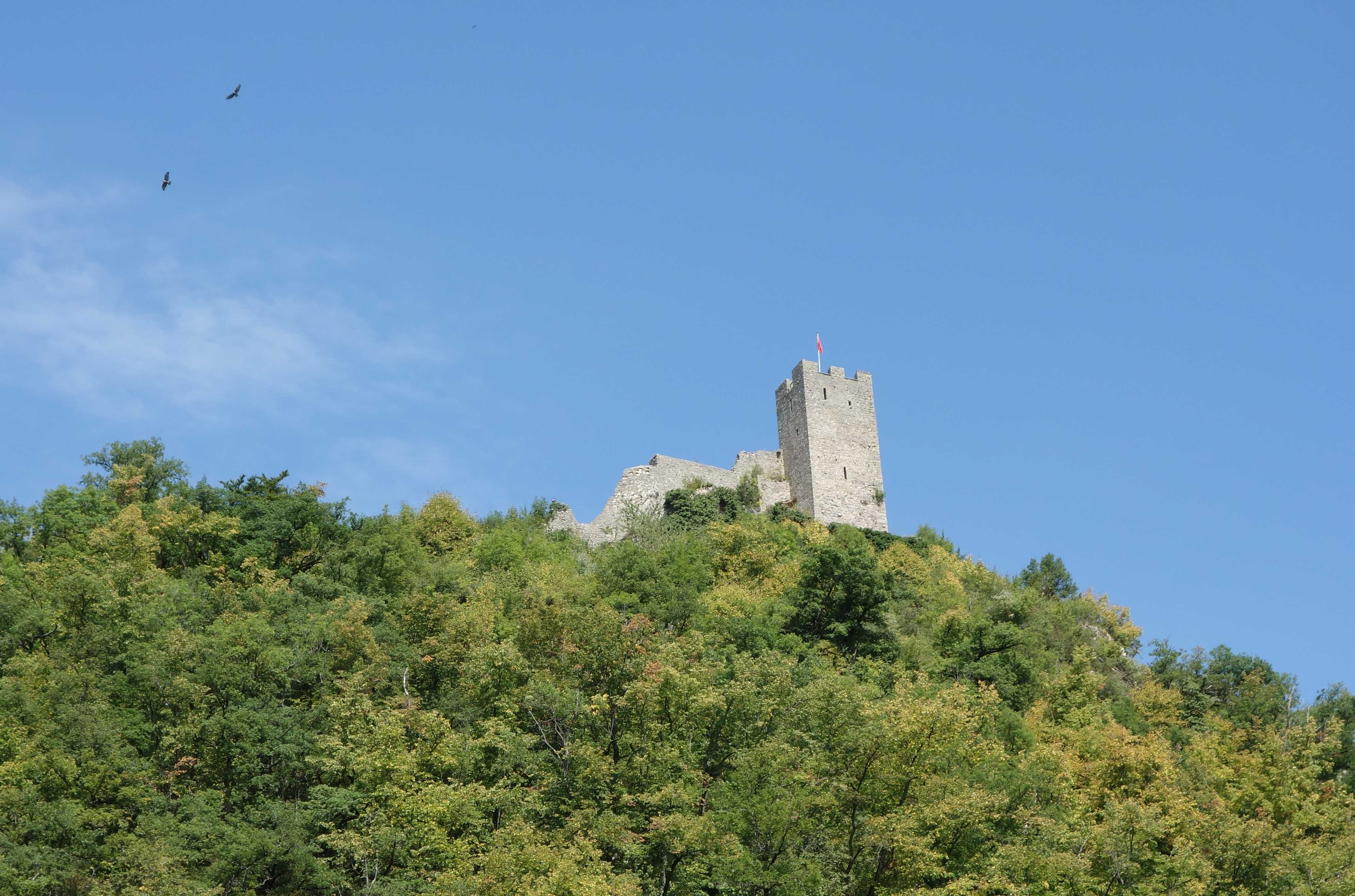
Le rovine del castello di Waldenburg

- Chiesa riformata, eretta nel 1834[1];
- Rovine del castello di Waldenburg, eretto nel 1200 circa e distrutto nel 1798[1].

## Società

### Evoluzione demografica
L'evoluzione demografica è riportata nella seguente tabella:
Abitanti censiti

## Infrastrutture e trasporti

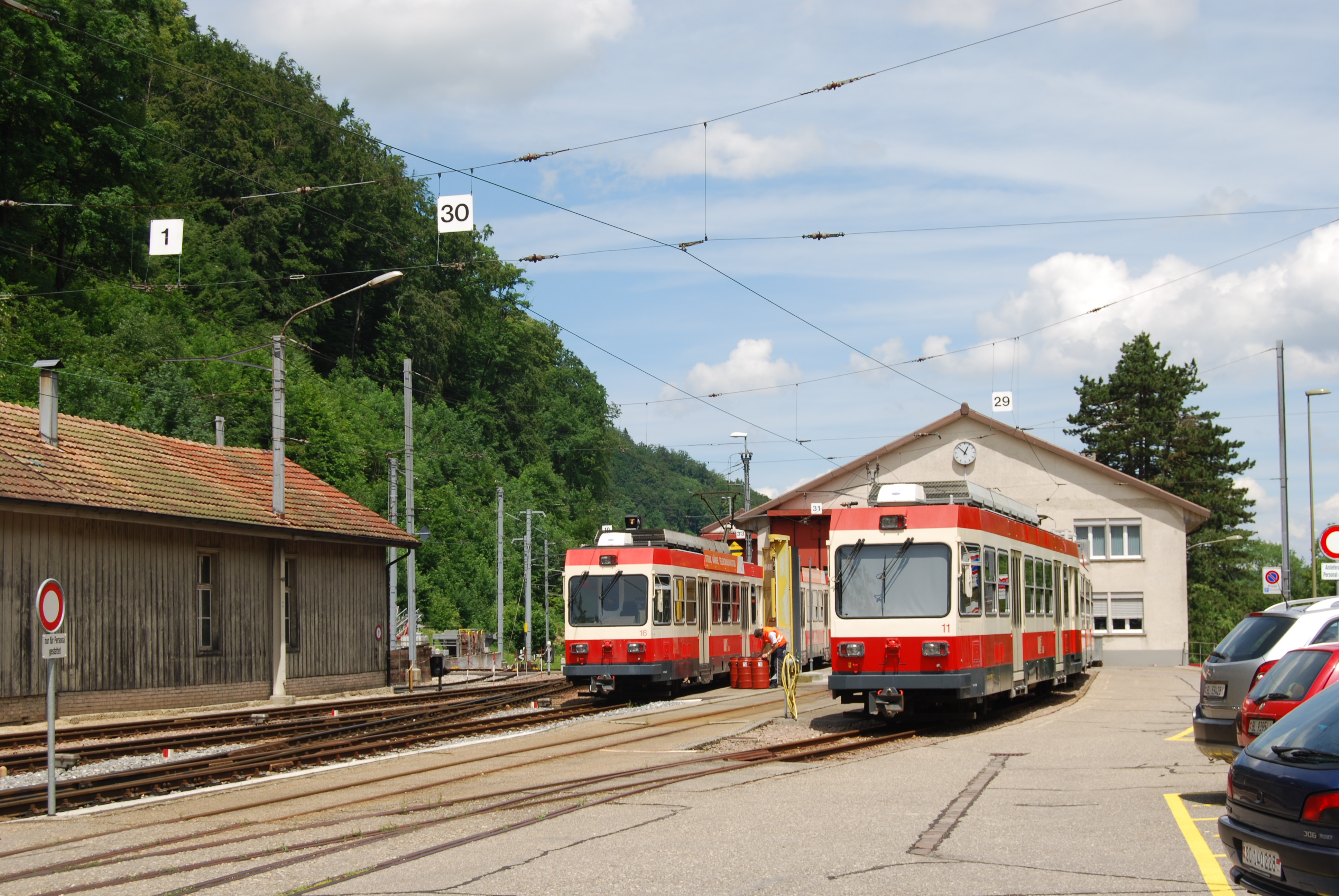
La stazione di Waldenburg

Waldenburg è servita dall'omonima stazione, capolinea della ferrovia Waldenburgerbahn.

## Amministrazione
Ogni famiglia originaria del luogo fa parte del cosiddetto comune patriziale e ha la responsabilità della manutenzione di ogni bene ricadente all'interno dei confini del comune.